# Московский международный кинофестиваль 2013
XXXV Московский международный кинофестиваль проходил в Москве с 20 по 29 июня 2013 года.
Церемонии открытия и закрытия прошли в кинотеатре «Россия» (а не в киноцентре «Октябрь», как это было в прошлом году). Фестивальные картины демонстрировались в киноцентре «Октябрь», кинотеатре «Иллюзион», летнем зале «Пионера». Пресс-показы проходили в театре Киноактёра (в предыдущие годы они проходили в кинотеатре «Художественный»). Документальная программа кинофестиваля проходила в Центре документального кино.

## Конкурс на проведение XXXV и XXXVI ММКФ
В сентябре 2012 года был объявлен открытый конкурс на право заключения государственного контракта на оказание услуг по организации и проведению 35-го и 36-го Московского международного кинофестиваля. Государственным заказчиком для конкурса выступило Министерство культуры Российской Федерации. Победителем конкурса в октябре 2012 года после вскрытия конвертов с заявками на участие в конкурсе, рассмотрения заявок и подведения итогов стала организация АНО «Медиафест». В соответствии с условиями конкурса его победитель должен был организовать и провести 35-й Московский международный кинофестиваль в 2013 году и 36-й Московский международный кинофестиваль в 2014 году.

## Подготовка к кинофестивалю
Как и в предыдущие годы, в рамках Каннского кинофестиваля состоялась пресс-конференция (18 мая 2013), посвящённая предстоящему кинофестивалю в Москве, на ней были объявлены некоторые участники основного конкурса.

## Руководство кинофестиваля
- Президент — Никита Михалков
- Программный директор — Кирилл Разлогов
- Генеральный продюсер — Леонид Верещагин
- Председатель отборочной комиссии — Андрей Плахов
- Директор по связям с общественностью — Пётр Шепотинник
- Генеральный директор компании «Медиафест» — Наталья Сёмина
- Координатор программы документального кино — Сергей Мирошниченко

## Жюри

### Жюри основного конкурса
В жюри основного конкурса входит пять человек:
- Мохсен Махмальбаф (Иран), кинорежиссёр, сценарист (председатель жюри)
- Ким Дон-Хо (Республика Корея), основатель Международного кинофестиваля в Пусане
- Сергей Гармаш (Россия), актёр
- Зураб Кипшидзе (Грузия), актёр
- Урсула Майер (Франция, Швейцария), кинорежиссёр, сценарист

### Жюри документального конкурса
В жюри документального конкурса входит три человека:
- Сергей Дворцевой (Россия), кинорежиссёр (председатель жюри)
- Клаас Даниэлсен, немецкий режиссёр, продюсер, программный директор кинофестиваля DOK Leipzig
- Коко Шрайбер[нидерл.], голландская документалистка

## Программы
- Фильм открытия: «Война миров Z» (режиссёр — Марк Форстер)[7]. Фильм представляли Марк Форстер и исполнитель главной роли (а также продюсер фильма) Брэд Питт.
- Фильм закрытия: киноверсия телепроекта «Распутин» (режиссёр киноверсии — Ираклий Квирикадзе, в главной роли — Жерар Депардьё)[8].

### Конкурсные программы
- Основной конкурс
- Конкурс документального кино
- Конкурс короткого метра

От конкурса «Перспективы», проводившегося в течение многих последних лет, организаторы ММКФ решили отказаться.

### Внеконкурсные программы
- Гала-премьеры
- Специальные показы
- Вокруг света
- 8½ фильмов
- Свободная мысль. Программа документального кино
- Олимпийское движение. Хроники
- Русский след
- Третий возраст
- Португальская эйфория
- Почти весь Бертолуччи
- Коста-Гаврас. Сопротивление
- Знакомьтесь: Урсула Майер
- Корейское кино сегодня
- Секс, еда, культура, смерть
- Малые голландцы
- Дикие ночи
- Сталинградская битва. Победители и побеждённые
- Ателье
- Золотая коллекция «XX век Фокс»
- В раю Ульриха Зайдля
- К 75-летию со дня рождения Рудольфа Нуриева
- Памяти Алексея Балабанова
- Пражская весна. Памяти Галины Копаневой
- Французская синематека представляет

## Фильмы-участники

### Основной конкурс
Согласно регламенту ММКФ, в основной конкурс могут быть включены только такие фильмы, для которых их показ на московском кинофестивале будет премьерным.
| Название                              | Оригинальное название (латиницей) | Режиссёр               | Страна                                | Год  |      | Примечания |
| ------------------------------------- | --------------------------------- | ---------------------- | ------------------------------------- | ---- | ---- | --- |
| Беспредел                             | Koma                              | Арчил Кавтарадзе       | Грузия                                | 2013 | 90’  | |
| Долина прощаний                       | Sayonara keikoku                  | Тацуси Оомори          | Япония                                | 2013 | 117’ | |
| Дорожный патруль                      | Drogówka                          | Войцех Смаржовский     | Польша                                | 2013 | 118’ | |
| Другая жизнь Ришара Кемпа             | L’Autre Vie de Richard Kemp       | Жерминаль Альваре      | Франция                               | 2013 | 102’ | Первый полнометражный фильм режиссёра                                                                              |
| Итальянская история (Spaghetti story) | Spaghetti story                   | Чиро де Каро           | Италия                                | 2013 | 83’  | Первый полнометражный фильм режиссёра                                                                              |
| Иуда                                  | Iuda                              | Андрей Богатырёв       | Россия                                | 2013 | 108’ | По повести Леонида Андреева «Иуда Искариот»                                                                        |
| Ливанские эмоции                      | Lebanon emotion                   | Чон Ёнхён              | Республика Корея                      | 2013 | 106’ | Первый полнометражный фильм режиссёра                                                                              |
| Мамарош                               | Mamaroš                           | Момчило Мома Мрдакович | Сербия · Германия · Франция · Венгрия | 2013 | 105’ | Первый полнометражный фильм режиссёра                                                                              |
| Маттерхорн                            | Matterhorn                        | Дидерик Эббинге        | Нидерланды                            | 2013 | 87’  | Первый полнометражный фильм режиссёра                                                                              |
| Наслаждение                           | Delight                           | Гарет Джонс            | Великобритания                        | 2013 | 90’  | Вторая часть трилогии (первый фильм — «Желание», 2009)                                                             |
| Портовые ребята                       | Los Chicos Del Puerto             | Альберто Мораис        | Испания                               | 2013 | 78’  | Предыдущий фильм Мораиса, «Волны», получил на XXXIII ММКФ главный приз — «Золотого Святого Георгия»                |
| Рози                                  | Rosie                             | Марсель Гислер         | Швейцария                             | 2013 | 106’ | |
| Роль                                  | Rol’                              | Константин Лопушанский | Россия                                | 2013 | 132’ | |
| Скольжение                            | Skolzheniye                       | Антон Розенберг        | Россия                                | 2013 |      | Первый полнометражный фильм режиссёра (до этого Розенберг был известен как режиссёр-постановщик рекламных роликов) |
| Частица                               | Zerre                             | Эрдем Тепегёз          | Турция                                | 2012 | 80’  | Первый полнометражный фильм режиссёра                                                                              |
| Чужие воспоминания                    | A Memória que me Contam           | Люсия Мурат            | Бразилия                              | 2012 | 100’ | |

### Конкурс документального кино
- «А кто учил тебя водить?» Германия, 2012
- «Гений Мариан». США, 2013
- «Катастрофическая коллекция». США, 2013
- «Отец и сын». Польша, 2013
- «Приговорённые». Россия, Великобритания, 2013
- «Тёмная материя любви». Великобритания, 2013
- «Холокост — клей для обоев?». Россия, 2013

### Конкурс короткого метра
- «Замок Эльфов»
- «Иди и Играй»
- «Освоение ограничений»
- «Охотник на фазанов»
- «Пространство для маневра»
- «Спаситель»
- «Томас Печалин»

## Награды фестиваля
- Главный приз «Золотой Георгий»

«Частица» (реж. Эрдем Тепегёз, Турция)
- Специальный приз жюри «Серебряный Георгий»

«Долина прощаний» (реж. Тацуси Оомори, Япония)
- Приз «Серебряный Георгий» за лучшую режиссёрскую работу

Чон Ёнхён («Ливанские эмоции», Южная Корея)
- Приз «Серебряный Георгий» за лучшее исполнение мужской роли

Алексей Шевченков («Иуда», Россия)
- Приз «Серебряный Георгий» за лучшее исполнение женской роли

Жале Арикан («Частица», Турция)
- Приз «Серебряный Георгий» за лучший фильм документального конкурса

«Отец и сын» (реж. Павел Лозиньский, Польша)
- Приз за лучший короткометражный фильм

«Замок Эльфов» (реж. Рустам Ильясов, Россия)
- Приз за вклад в мировой кинематограф

режиссёр Коста-Гаврас (Греция-Франция)
- Специальный приз «За покорение вершин актерского мастерства и верность принципам школы К. С. Станиславского»

Ксения Раппопорт (Россия)